# Martin Kuba
Martin Kuba (ur. 9 kwietnia 1973 w Czeskich Budziejowicach) – czeski polityk, lekarz i samorządowiec, w latach 2011–2013 minister przemysłu i handlu, w latach 2013–2014 pełniący obowiązki przewodniczącego Obywatelskiej Partii Demokratycznej (ODS), od 2020 hetman kraju południowoczeskiego.

## Życiorys
Ukończył studia medyczne na Uniwersytecie Karola w Pradze, specjalizował się w anestezjologii. W 1997 zaczął prowadzić własną działalność gospodarczą, a w 2002 podjął praktykę lekarską w rodzinnej miejscowości. W 2003 wstąpił do Obywatelskiej Partii Demokratycznej. W 2008 został przewodniczącym partii w kraju południowoczeskim. Był radnym Czeskich Budziejowic, a w latach 2006–2010 członkiem zarządu miasta. W latach 2008–2011 pełnił funkcję radnego i zastępcy hetmana kraju południowoczeskiego. Mandat radnego ponownie uzyskiwał w 2016, 2020 i 2024.
Od listopada 2011 do lipca 2013 sprawował urząd ministra przemysłu i handlu w rządzie Petra Nečasa. W latach 2012–2014 był pierwszym wiceprzewodniczącym ODS. Od czerwca 2013 do stycznia 2014 wykonywał obowiązki przewodniczącego partii. W 2020 powołany na hetmana kraju południowoczeskiego. Utrzymał tę funkcję również po wyborach z 2024. W 2020 został także przewodniczącym Stowarzyszenia Regionów Republiki Czeskiej.